# Philippe Blain
Philippe Blain (Montpellier, 20 maggio 1960) è un ex pallavolista e allenatore di pallavolo francese.
Giocava nel ruolo di schiacciatore-laterale.

## Carriera

### Giocatore
La carriera da giocatore di Philippe Blain si sviluppa quasi interamente nel Montpellier Agglomération Volley Université Club, dove rimane per nove anni e disputa il massimo campionato francese. In questo periodo diventa un punto fermo della nazionale della Francia, con la quale conquista la medaglia di bronzo al campionato europeo 1985 e viene convocato l'anno successivo al campionato mondiale del 1986, dove viene nominato MVP nonostante la squadra non vada oltre il sesto posto finale; nel campionato europeo del 1987 perde invece solo in finale, ottenendo il secondo posto alle spalle dell'Unione Sovietica.
Chiude la carriera agonistica nella Serie A1 italiana, ingaggiato per la stagione 1989-90 dal Cuneo Volley Ball Club, squadra di cui diventa allenatore a partire dal campionato 1991-92.

### Allenatore
In due stagioni guida per la prima volta il club cuneese a disputare i play-off scudetto; successivamente fa ritorno in Francia per allenare l'Association Sportive Cannes Volley-Ball: qui vince un campionato, due coppe nazionali e la Coppa delle Coppe 1998-99.
Terminata l'esperienza a Cannes, dopo una stagione all'Arago de Sète Volley-Ball assume l'incarico di commissario tecnico della nazionale francese, che mantiene per dodici anni; pur senza ottenere alcuna vittoria, sotto la sua guida la Francia conquista diverse medaglie, fra cui il bronzo al campionato mondiale 2002, gli argenti al campionato europeo del 2003 e a quello del 2009 e il secondo posto nella World League 2006; lascia la guida della nazionale nel 2012.
Nella stagione 2013-14 torna nel suo club di origine, il Montpellier Agglomération Volley Université Club, assumendo contemporaneamente il ruolo di secondo allenatore della nazionale della Polonia; il doppio incarico dura solo un anno, in quanto dal 2014 si dedica interamente alla nazionale: come assistente di Stéphane Antiga vince il campionato mondiale 2014. Il 29 marzo 2016 sostituisce Miguel Ángel Falasca sulla panchina del Klub Piłki Siatkowej Skra Bełchatów.

## Palmarès
- Campionato francese: 1

1994-95
- Coppa di Francia: 2

1994-95, 1997-98
- Coppa delle Coppe: 1

1998-99

### Premi individuali
- 1986 - Campionato mondiale: MVP
- 1987 - Campionato europeo: MVP